# ハリウッド・ボウル

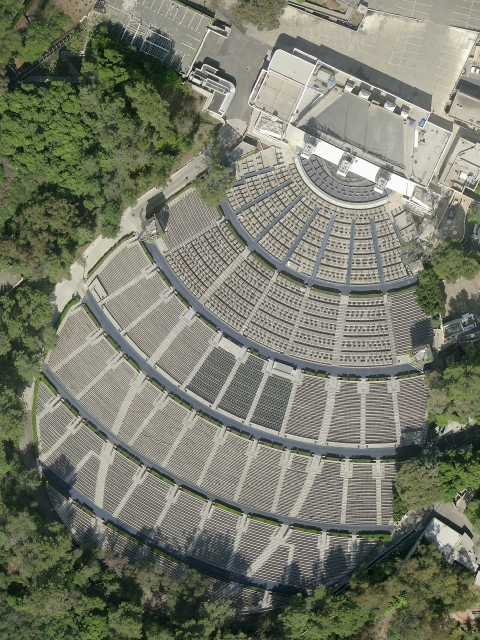
USGSによる衛星画像

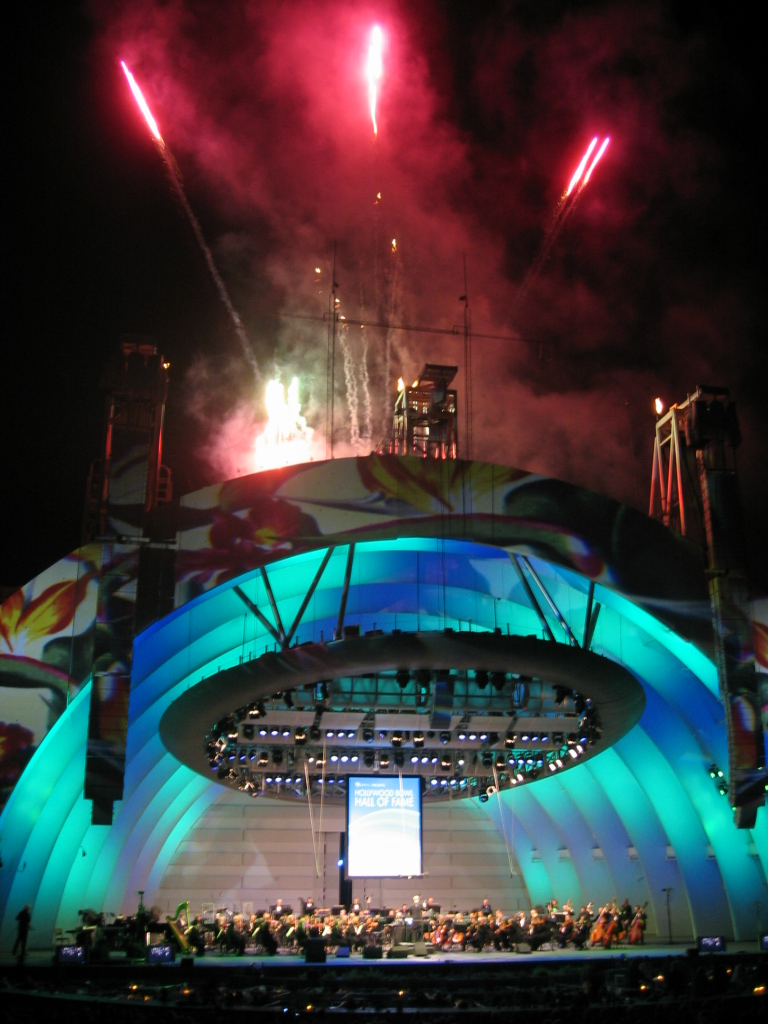
ハリウッド・ボウルのオープニングナイト（2005年）

ハリウッド・ボウル（Hollywood Bowl）は、アメリカ、カリフォルニア州ハリウッドにある野外音楽堂。1922年開場。毎年夏にロサンジェルス・フィルハーモニックの演奏会が行われるほか、ハリウッド・ボウル・オーケストラの演奏会も行われる。
座席数は17,376席。
2003年シーズン終了後、音響設備を改修、3代目のシェルと交換、音響も改善された。